# Абдул Расул Сайяф
Абдул Расул Сайяф (дарі عبدالرسول سیاف, нар. 1946, долина Пагман, Афганістан) — афганський політик-ісламіст.
Під час громадянської війни в Афганістані у 1980-их роках очолював фракцію моджахедів, відому як «Ісламський союз звільнення Афганістану», отримував підтримку з джерел в арабських країнах, мобілізував арабських добровольців. З 28 квітня до 28 червня 1992 року очолював перехідний уряд моджахедів за президента Моджададі. 2005 року Ісламський союз було реорганізовано на партію «Ісламська організація Афганістану „Дава“». Входив до Північного Альянсу, незважаючи на тісні зв'язки з силами, що протистояли Альянсу. Його звинувачують в тому, що він сприяв проникненню найманих убивць, які знищили лідера Північного Альянсу Масуда.
Нині — депутат законодавчих зборів Афганістану, закликає до амністії моджахедів.